# Eurithia heilongiana
Eurithia heilongiana är en tvåvingeart som först beskrevs av Chao och Shi 1981.  Eurithia heilongiana ingår i släktet Eurithia och familjen parasitflugor. Inga underarter finns listade i Catalogue of Life.